# Davide Uccellari
Davide Uccellari (Modena, 11 oktober 1991) is een triatleet uit Italië. Hij nam namens zijn vaderland deel aan de Olympische Spelen (2012) in Londen, waar hij eindigde op de 29ste plaats in de eindrangschikking met een tijd van 1:50.09.

## Palmares

### triatlon
- 2009: 11e EK junioren - 54.02
- 2012: 29e OS - 1:50.09
- 2012: 19e WK sprint afstand - 55.53
- 2012: 39e WK olympische afstand - 1090 p
- 2013: 31e WK sprint afstand - 53.19
- 2013: 130e WK olympische afstand - 77 p
- 2014: 25e WK sprint afstand - 53.05
- 2014: 32e WK olympische afstand - 1022 p
- 2015: 51e WK olympische afstand - 855 p
- 2016: 41e WK olympische afstand - 428 p